# Franz von Savoyen
Franz von Savoyen (* 1454; † 3. Oktober 1490 in Turin) war von 1483 bis zu seinem Tod Erzbischof von Auch und ab 1484 Administrator des Bistums Genf.

## Leben und Wirken
Franz wurde 1454 vermutlich in Genf geboren und war der Sohn von Herzog Ludwig von Savoyen und der Anna von Zypern, Tochter des Königs Janus von Zypern. Er wurde am französischen Königshof erzogen und erhielt schon als Kind zahlreiche Benefizien. 1459 wurde er Propst des Hospizes auf dem Grossen St. Bernhard, erhielt 1482 die Priorate von Payerne und Romainmôtier sowie 1483 von Saint-Sulpice. Versuche, Bischof von Lausanne zu werden, scheiterten, da sich der Papst weigerte, die Wahl durch das Domkapitel zu bestätigen. 1483 wurde Franz Erzbischof von Auch und 1484, als Jean de Compey nach Turin wechselte, auch Administrator des Bistums Genf. Nach dem Tod seines Neffen Herzog Karl I. von Savoyen wurde er Gouverneur des Herzogtums Savoyen.
Er starb am 3. Oktober 1490 in Turin.